# Avenue de Camoëns
L'avenue de Camoëns est une voie du 16e arrondissement de Paris dans le quartier de la Muette.

## Situation et accès

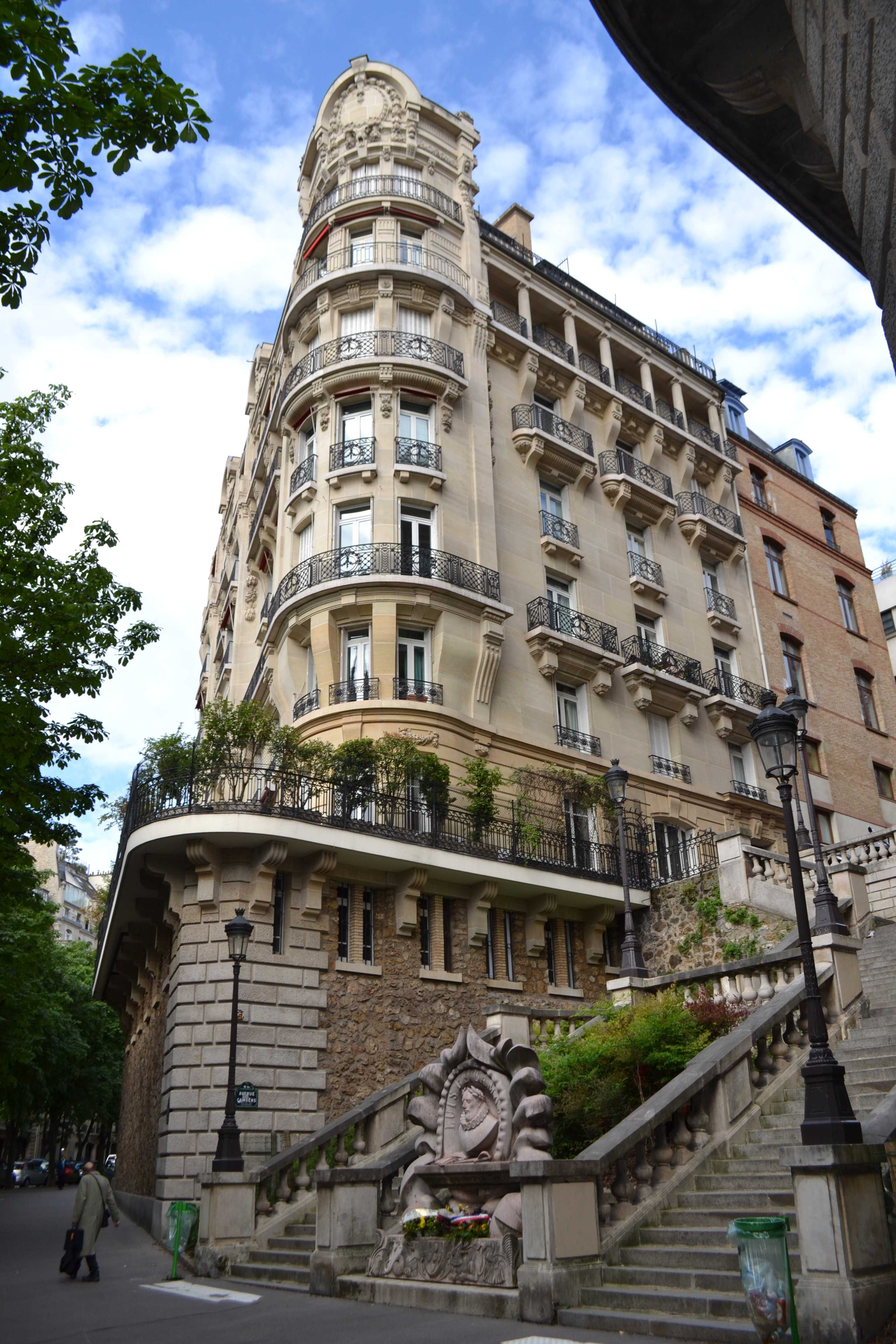
Le no 1 de l’avenue de Camoëns, vu du boulevard Delessert.

L'avenue de Camoëns est une voie publique située dans le 16e arrondissement de Paris. Elle débute au 4, boulevard Delessert et se termine 14, rue Benjamin-Franklin.
Longue seulement de 115 m, c'est l'une des plus courtes avenues de Paris. Elle est au même niveau que la rue Benjamin-Franklin mais est reliée au boulevard Delessert, en contrebas, par un grand escalier à double volée latérale d'un dénivelé d'une dizaine de mètres ; c'est donc une impasse pour les véhicules.
En bas des escaliers se trouve un monument au poète lusitanien Luís de Camões en marbre rose monolithe, sculpté par Clara Menerès (en) et érigé en 1987. 
Sur l'avenue, et en occupant une bonne part du côté impair, se trouve le lycée Saint-Louis-de-Gonzague, dont l'entrée principale est rue Benjamin-Franklin.
Le quartier est desservi par les lignes 6 et 9 à la station Trocadéro.

## Origine du nom

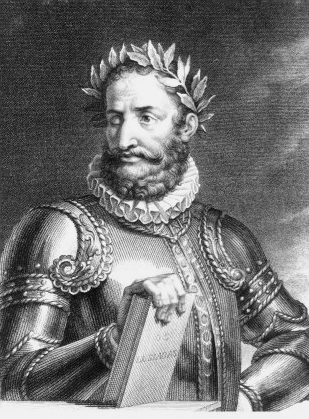
Portrait de Luís de Camões.

Cette avenue doit son nom au poète portugais, gloire littéraire nationale, Luís de Camões (1525-1580), aussi appelé « Le Camoëns », ce qui explique le nom de l'avenue.

## Historique
La voie, ouverte sur les terrains du comte Armand et du comte de La Rochefoucauld-Bayers, est créée et prend sa dénomination actuelle en 1904.
Le 13 juin 1912, la Société des études portugaises inaugure en grande pompe un buste à la mémoire du poète Luís de Camões. Un beau matin, moins d’un an plus tard, les admirateurs du poète constatent avec stupéfaction que le buste a disparu. Il faudra quelque temps pour élucider ce mystère : le monument, jugé « fort disgracieux » par un conseiller du quartier et empêchant pour cette raison le classement de la voie, le syndicat des propriétaires de l’avenue de Camoëns l’avait tout simplement fait retirer.
Une photographie de l'avenue en 1960, montrant l'escalier orné d'un monument différent de celui de nos jours, est reproduite dans le Dictionnaire historique des rues de Paris de Jacques Hillairet.

## Bâtiments remarquables et lieux de mémoire

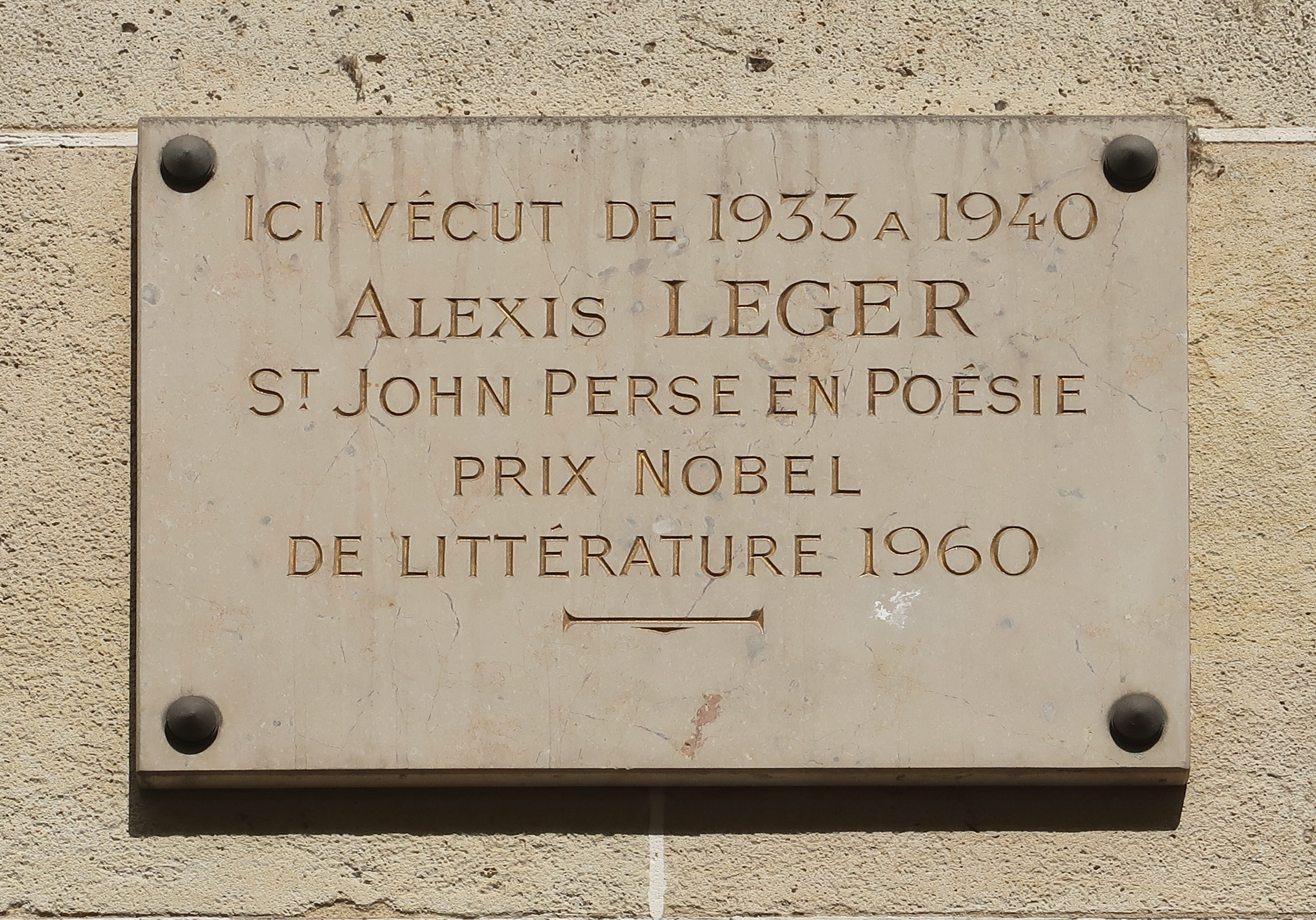
Plaque au no 10.

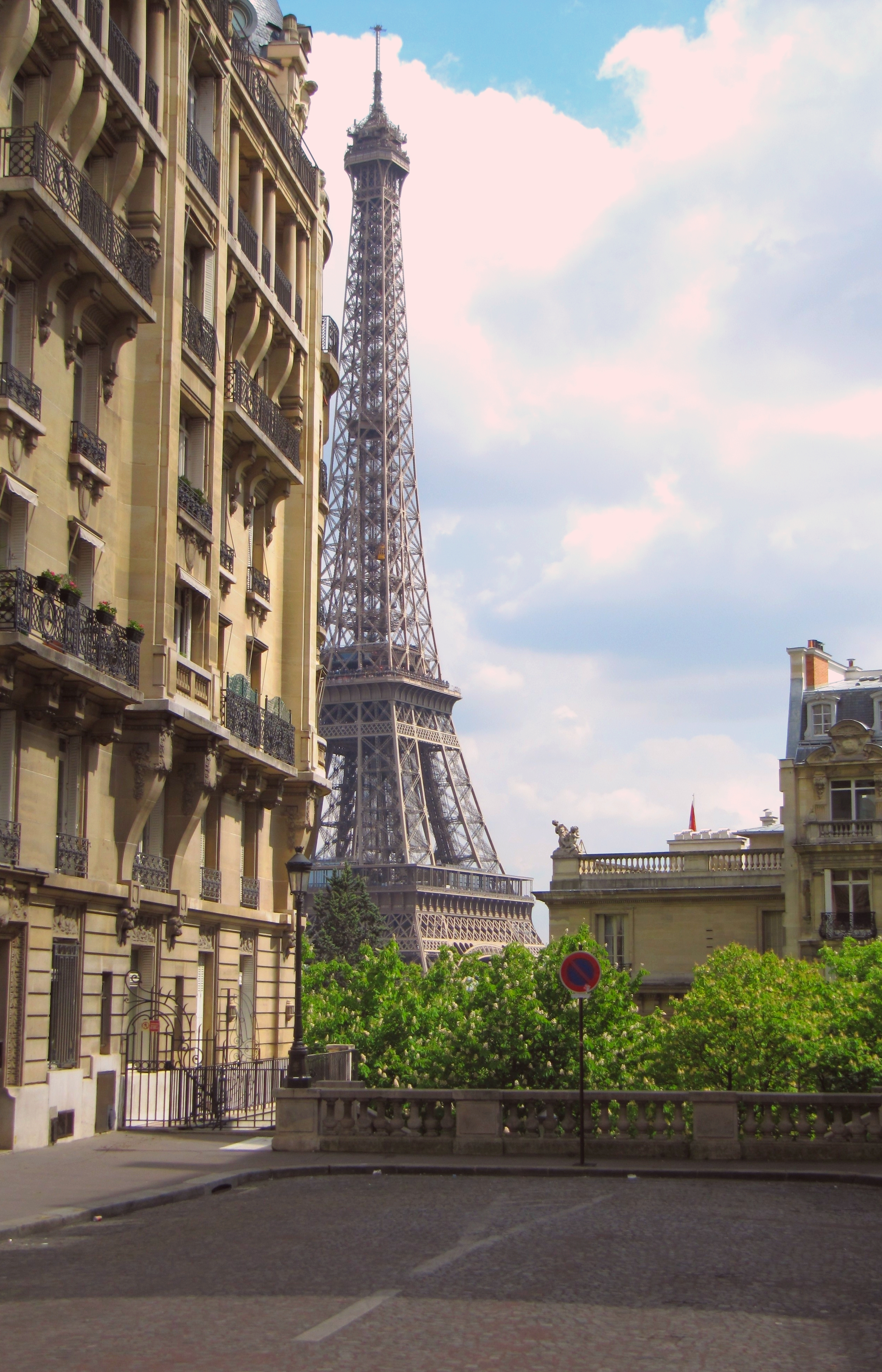
Panorama sur la tour Eiffel.

- No 1 : immeuble de 1912 conçu par l’architecte Henri Duray ; avec l’immeuble situé au no 2, en vis-à-vis, il forme une composition symétrique[5].
- No 2 : immeuble réalisé par Henri Duray, primé au concours de façades de 1909[5].
- No 5 : entrée secondaire du lycée Saint-Louis-de-Gonzague. Le site a été reconstruit en 1935 par l'architecte Viollet[2].
- No 6 : légation du Nicaragua dans les années 1920[6].
- No 7 : immeuble de style néo-Louis XV construit par Albert Sélonier en 1907[5].
- No 10 : une plaque rappelle qu'Alexis Leger, Saint-John Perse en poésie, prix Nobel de littérature en 1960, y a vécu de 1933 à 1940. Alors qu’il a été déchu de la nationalité française par le régime de Vichy, son appartement, en 1940, est mis à sac par la Gestapo et perquisitionné ensuite par la police française[7].
- No 12 : le carrossier Émile Darl'mat y a vécu.
- Dans l'une des dernières scènes du film Le Dernier Métro (1980), la devanture du no 1 apparaît ; il s'agit du domicile de Jean-Loup Cottins (joué par Jean Poiret), qui y est arrêté deux fois par des FFI[8],[9].
- Le physicien Pierre-Gilles de Gennes (1932-2007), enfant, retrouvait son père dans un appartement de l’avenue[10].
- En 2012, le joueur de tennis ukrainien Sergueï Bubka, fils du perchiste homonyme, chute du 3e étage d’un immeuble de l’avenue. Souffrant de plusieurs fractures, son pronostic vital est un temps engagé[11].
- Une scène du film Monsieur Aznavour (2024) est tournée dans l'avenue.

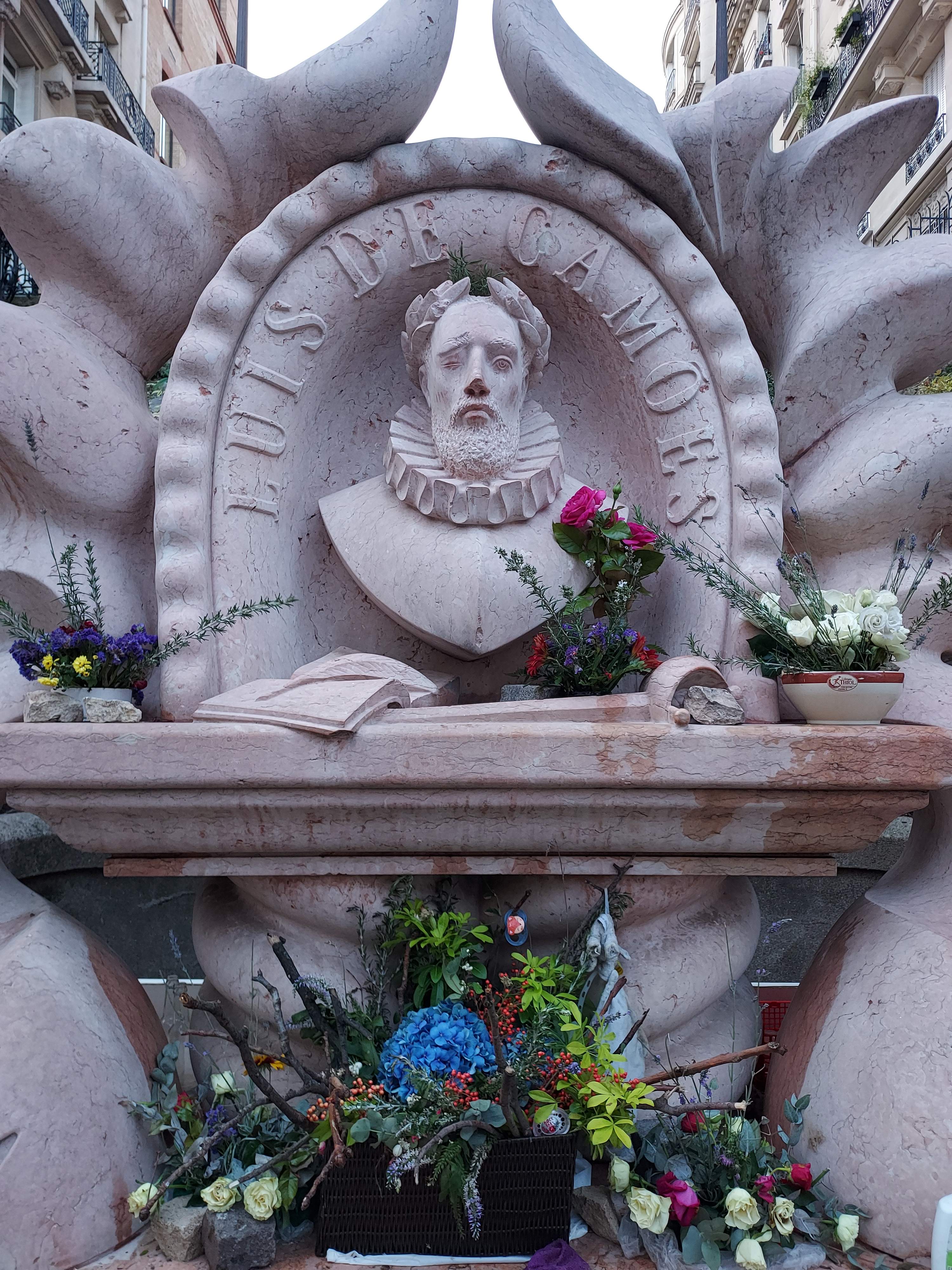
Buste de Luis de Camoëns en bas des escaliers, au bout de l'avenue qui porte son nom.